# Гелейша (Іллінойс)
Гелейша (англ. Galatia) — селище (англ. village) в США, в окрузі Салін штату Іллінойс. Населення — 827 осіб (2020).

## Географія
Гелейша розташована за координатами 37°50′31″ пн. ш. 88°36′59″ зх. д. / 37.84194° пн. ш. 88.61639° зх. д. (37.841977, -88.616482).  За даними Бюро перепису населення США в 2010 році селище мало площу 5,13 км², з яких 5,06 км² — суходіл та 0,08 км² — водойми.

## Демографія
Згідно з переписом 2010 року, у селищі мешкали 933 особи в 394 домогосподарствах у складі 236 родин. Густота населення становила 182 особи/км².  Було 450 помешкань (88/км²).
Расовий склад населення:
| - 97,1 % — білих - 1,1 % — корінних американців - 0,5 % — чорних або афроамериканців - 0,1 % — вихідців з тихоокеанських островів - 0,1 % — азіатів |

До двох чи більше рас належало 1,0 %. Частка іспаномовних становила 1,3 % від усіх жителів.
За віковим діапазоном населення розподілялося таким чином: 21,3 % — особи молодші 18 років, 55,3 % — особи у віці 18—64 років, 23,4 % — особи у віці 65 років та старші. Медіана віку мешканця становила 41,0 року. На 100 осіб жіночої статі у селищі припадало 82,2 чоловіків;  на 100 жінок у віці від 18 років та старших — 78,6 чоловіків також старших 18 років.
Середній дохід на одне домашнє господарство  становив 43 419 доларів США (медіана — 33 661), а середній дохід на одну сім'ю — 54 315 доларів (медіана — 51 250). Медіана доходів становила 63 188 доларів для чоловіків та 37 404 долари для жінок. За межею бідності перебувало 19,2 % осіб, у тому числі 21,9 % дітей у віці до 18 років та 3,7 % осіб у віці 65 років та старших.
Цивільне працевлаштоване населення становило 312 особи. Основні галузі зайнятості: сільське господарство, лісництво, риболовля — 20,2 %, освіта, охорона здоров'я та соціальна допомога — 19,9 %, роздрібна торгівля — 18,9 %.